# District de Posen
Pour les articles homonymes, voir Posen.

Les deux districts de la province de Posnanie : Posen (en rouge) et Bromberg (en vert) 1887-1919

Le district de Posen (Posnanie, maintenant Poznań en Pologne), était la plus méridionale de deux régions administratives prussiennes (Regierungsbezirke) du grand-duché de Posen (1815-1849) et son successeur, la province de Posnanie (1849-1918). Ce district administratif était entouré au nord par le district de Bromberg, à l'ouest par la province de Brandebourg, au sud par la province de Silésie, et à l'est par la Pologne russe.
La population de ce district était majoritairement polonaise de culte catholique romain, avec une minorité protestante de souche allemande.

## Divisions administratives
Le nombre d'arrondissements est passé de 17 à 27 en 1887, avec suppression de Buk et Kröben.
| Arrondissement         | Nom polonais        | Population en 1905 | Polonais | Allemands | Code postal prussien | Notes (à préciser)                                           |
| ---------------------- | ------------------- | ------------------ | -------- | --------- | -------------------- | ------------------------------------------------------------ |
| Adelnau                | Odolanów            |                    | 90%      | 10%       | 3                    | Divisé par la création de l'arrondissement d'Ostrowo en 1887 |
| Birnbaum               | Międzychód          |                    | 51%      | 49%       | 132                  |                                                              |
| Bomst                  | Babimost            |                    | 49%      | 51%       | 154                  |                                                              |
| Buk                    | Buk                 |                    |          |           | 207                  | Dissout en 1887.                                             |
| Fraustadt              | Wschowa             |                    | 27%      | 73%       | 427                  |                                                              |
| Gostyn                 | Gostyń              |                    | 87%      | 13%       | 519                  | Créé en 1887.                                                |
| Grätz                  | Grodzisk            |                    | 82%      | 18%       | 528                  | Créé en 1887 à partir de l'arrondissement de Buk             |
| Jarotschin             | Jarocin             |                    | 83%      | 17%       | 669                  | Créé en 1887.                                                |
| Kempen-en-Posnanie     | Kępno               |                    | 84%      | 16%       | 712                  | Créé en 1887 à partir de l'arrondissement de Schildberg (de) |
| Koschmin (de)          | Koźmin Wielkopolski |                    | 83%      | 17%       | 757                  | Créé en 1887.                                                |
| Kosten                 | Kościan             |                    | 89%      | 11%       | 752                  |                                                              |
| Kröben                 |                     |                    |          |           | 763                  | Dissout en 1887                                              |
| Krotoschin             | Krotoszyn           |                    | 70%      | 30%       | 767                  |                                                              |
| Lissa                  | Leszno              |                    | 36%      | 64%       | 868                  | Créé en 1887.                                                |
| Meseritz               | Międzyrzecz         |                    | 20%      | 80%       | 939                  |                                                              |
| Neutomischel           | Nowy Tomyśl         |                    | 51%      | 49%       | 1039                 | Créé en 1887 à partir de l'arrondissement de Buk             |
| Obornik (de)           | Oborniki            |                    | 61%      | 39%       | 1081                 |                                                              |
| Ostrowo                | Ostrów              |                    | 80%      | 20%       | 1111                 |                                                              |
| Pleschen (de)          | Pleszew             |                    | 85%      | 15%       | 1146                 |                                                              |
| Posen-Est (de)         | Poznań              |                    | 72%      | 28%       | 1158                 | Créé en 1887 à partir de l'arrondissement de Posen (de)      |
| Posen-Ouest (de)       | Poznań              |                    | 87%      | 13%       | 1158                 | Créé en 1887 à partir de l'arrondissement de Posen (de)      |
| Rawitsch               | Rawicz              |                    | 55%      | 45%       | 1207                 | Créé en 1887 à partir de l'arrondissement de Kröben          |
| Samter                 | Szamotuły           |                    | 73%      | 27%       | 1302                 |                                                              |
| Schildberg (de)        | Ostrzeszów          |                    | 90%      | 10%       | 1319                 |                                                              |
| Schmiegel              | Śmigiel             |                    | 82%      | 18%       | 1342                 | Créé en 1887 à partir de l'arrondissement de Kosten          |
| Schrimm                | Śrem                |                    | 82%      | 18%       | 1360                 |                                                              |
| Schroda (de)           | Środa               |                    | 88%      | 12%       | 1361                 |                                                              |
| Schwerin-sur-la-Warthe | Skwierzyna          |                    | 5%       | 95%       | 1374                 | Créé en 1887 à partir de l'arrondissement de Birnbaum        |
| Wreschen               | Września            |                    | 84%      | 16%       | 1676                 |                                                              |

## Présidents du district
- 1815: Joseph von Zerboni di Sposetti
- 1824: Ludwig von Colomb (de)
- 1825: Theodor von Baumann
- 1831: Eduard von Flottwell
- 1840: Adolf Heinrich von Arnim-Boitzenburg
- 1843: Carl Moritz von Beurmann
- 1850: Gustav von Bonin
- 1851: Eugen von Puttkamer
- 1860: Gustav von Bonin
- 1862: Karl von Horn
- 1869: Otto von Königsmarck
- 1873: William Barstow von Guenther (de)
- 1887: Robert von Zedlitz-Trützschler
- 1890: Edgar Himly (de)
- 1895: Ernst von Jagow
- 1899: Franz Krahmer (de)
- 1917: Paul Kirschstein (de)
- 1919: Friedrich von Bülow